# Campeonato Mundial de Ciclismo en Ruta de 1951
Los Campeonatos del mundo de ciclismo en ruta de 1951 se celebró en la localidad italiana de Varese el 1 y 2 de septiembre de 1951. 

## Resultados
| Evento                     | Oro                     | Oro         | Plata                   | Plata | Bronce                      | Bronce |
| -------------------------- | ----------------------- | ----------- | ----------------------- | ----- | --------------------------- | ------ |
| Pruebas masculinas         |                         |             |                         |       |                             |        |
| Hombres - carrera en línea | Ferdi Kübler · Suiza    | 7h 49' 54"  | Fiorenzo Magni · Italia | m.t.  | Antonio Bevilacqua · Italia | m.t.   |
| Amateur - carrera en línea | Gianni Ghidini · Italia | 4 h 44' 22" | Rino Benedetti · Italia | m.t.  | Jan Plantaz · Países Bajos  | m.t.   |